# Wild & Free
Pour les articles homonymes, voir Wild&Freet.
Albums de A Rocket to the Moon
On your side
Wild&Free est le deuxième album du groupe américain A Rocket to the Moon. Il est sorti le 26 mars 2013. Le producteurs de l'album est, entre autres, Mark Bright.

## Track listing
| No  | Titre                     | Durée |
| --- | ------------------------- | ----- |
| 1.  | Going Out                 | 3:32  |
| 2.  | First Kiss                | 3:14  |
| 3.  | Whole Lotta You           | 2:57  |
| 4.  | Ever Enough               | 3:07  |
| 5.  | If I'm Gonna Fall in Love | 3:27  |
| 6.  | I Do                      | 3:28  |
| 7.  | Another Set of Wings      | 3:15  |
| 8.  | Wild & Free               | 3:09  |
| 9.  | Wherever You Go           | 3:20  |
| 10. | Nothing At All            | 3:27  |
| 11. | Somebody Out There        | 3:29  |
| 12. | You're My Song            | 2:56  |
| 13. | Lost and Found            | 4:30  |

| 14. | Whole Lotta You (Acoustic) | 3:00 |
| 15. | Ever Enough (Acoustic)     | 3:12 |
| 16. | Call It All Home           | 3:59 |
| 17. | While the World Let Go     | 3:40 |